# ガンロッカー

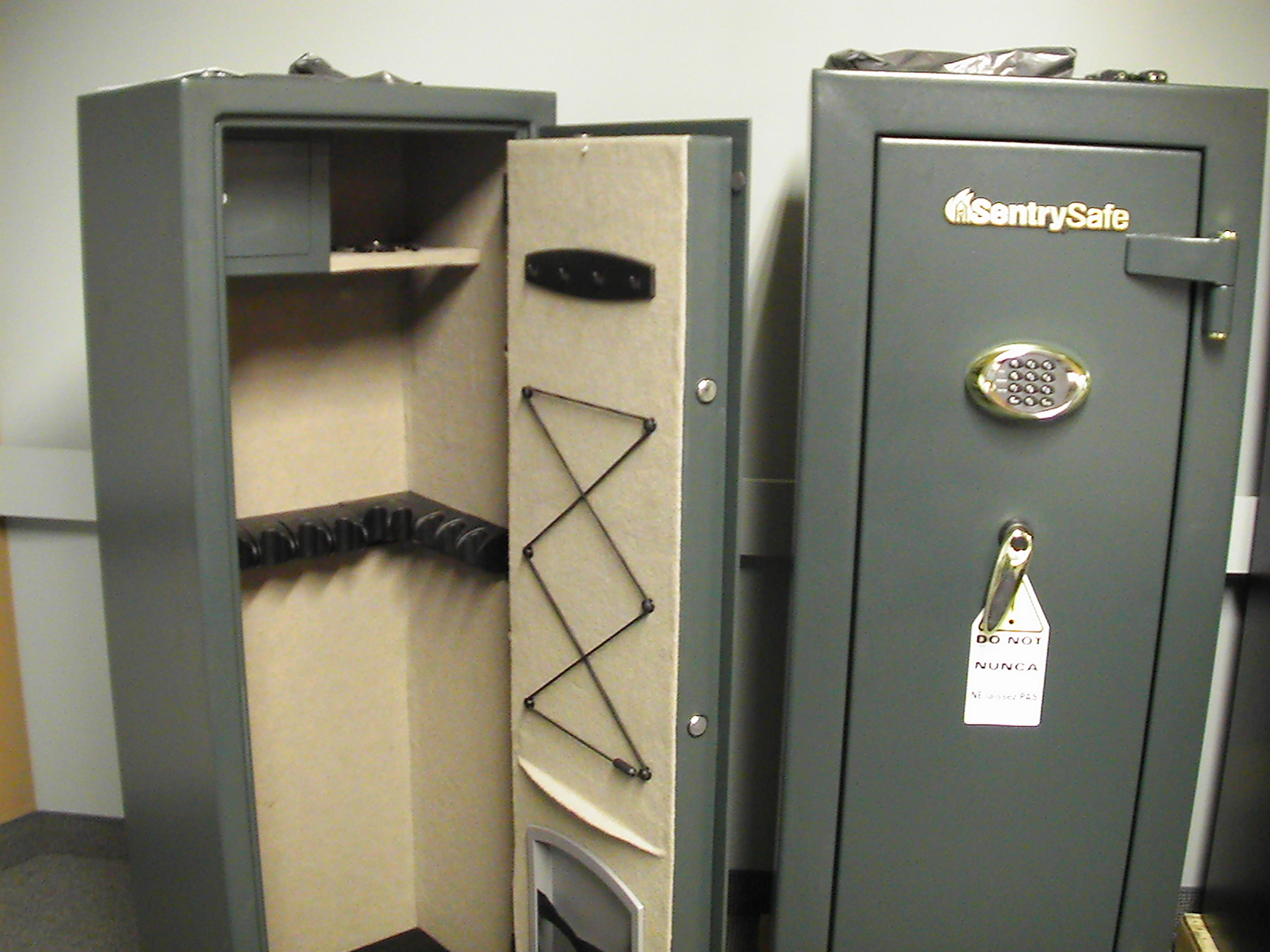
銃保管庫

ガンロッカーは、銃（火器）を収納するためのロッカー（鍵のついた戸棚）である。銃が盗難などによって犯罪に悪用されないように管理するために使用される。日本において銃は銃砲刀剣類所持等取締法（通称：銃刀法）の制限を受ける関係で、猟銃などの所有する銃器から離れる場合はこのガンロッカーに保管する義務がある（必ず銃器は所有者の手の届く範囲または所有者のガンロッカーのどちらかのみに存在する）。
ガンロッカー自体は銃刀法の規制を受けないため、一般的な家具扱いであり、誰でも所有できる。

## 概要
ガンロッカーは、銃器をおさめるためのロッカーではあるが、前述のとおり犯罪に悪用されないよう管理するために利用される専用の保管庫である。このため鍵を持たない他者が開けることはできないよう特殊な錠前が付いており、また、簡単にこじ開けられないように配慮され非常に堅固な構造となっている。
なお、日本の銃刀法では銃砲の保管義務が規定されているが、銃の所持許可は個人に対して成され、この延長で保管するガンロッカーは個人で所有するものであり、これの共有は基本的に認められていない。また、ロッカーごと持ち去られないよう、家屋の壁や床面に固定するなどの盗難防止義務を施す必要がある。銃刀法規制対象の銃器全般においてこのガンロッカーが必要となり、空気銃もその例外ではない。
また、日本におけるガンロッカーの設置方法および構造は各都道府県の公安委員会において法に適合したものかどうかの判断がされたのち許可がなされる。
内部には銃を掛けておくための支えがあり、格納時には用心金（トリガーガード）にチェーンを通して保管することが法令で義務付けられている。二次犯罪防止の観点から、それらの銃の発射に関係する部品などを他所に分解保管するなど、銃砲所持者には厳重な保管責任がある。また、ここに銃を保管する場合は暴発などの事故防止の意味から、弾丸を抜かれた状態でしまうのが常識である。が面倒なのかそのまま入れる者が非常に多く、取り出すとき暴発して死亡事故、負傷事故が絶えることがない。弾丸には装弾ロッカーという別のロッカーに保管することになっている。